# Kruijenit
Kruijenit (IMA-Symbol Kje) ist ein sehr selten vorkommendes Mineral aus der Mineralklasse der „Halogenide“ mit der chemischen Zusammensetzung Ca4Al4(SO4)F2(OH)16·2H2O und damit chemisch gesehen ein wasserhaltiges Calcium-Aluminofluorid mit zusätzlichen Sulfat- und Hydroxidionen.
Kruijenit kristallisiert im tetragonalen Kristallsystem und entwickelt prismatische Kristalle bis etwa einen Millimeter Größe mit einem glasähnlichen Glanz auf den Oberflächen. Diese bilden meist radialstrahlig-büschelige oder regellose Aggregatformen, aber auch dichte, mit Calcit verwachsene Massen. In reiner Form ist Kruijenit farblos und durchsichtig. Durch Fremdbeimengungen nimmt er jedoch überwiegend eine hellgrünlichgelbe Farbe an. Seine Strichfarbe ist allerdings immer weiß.

## Etymologie und Geschichte

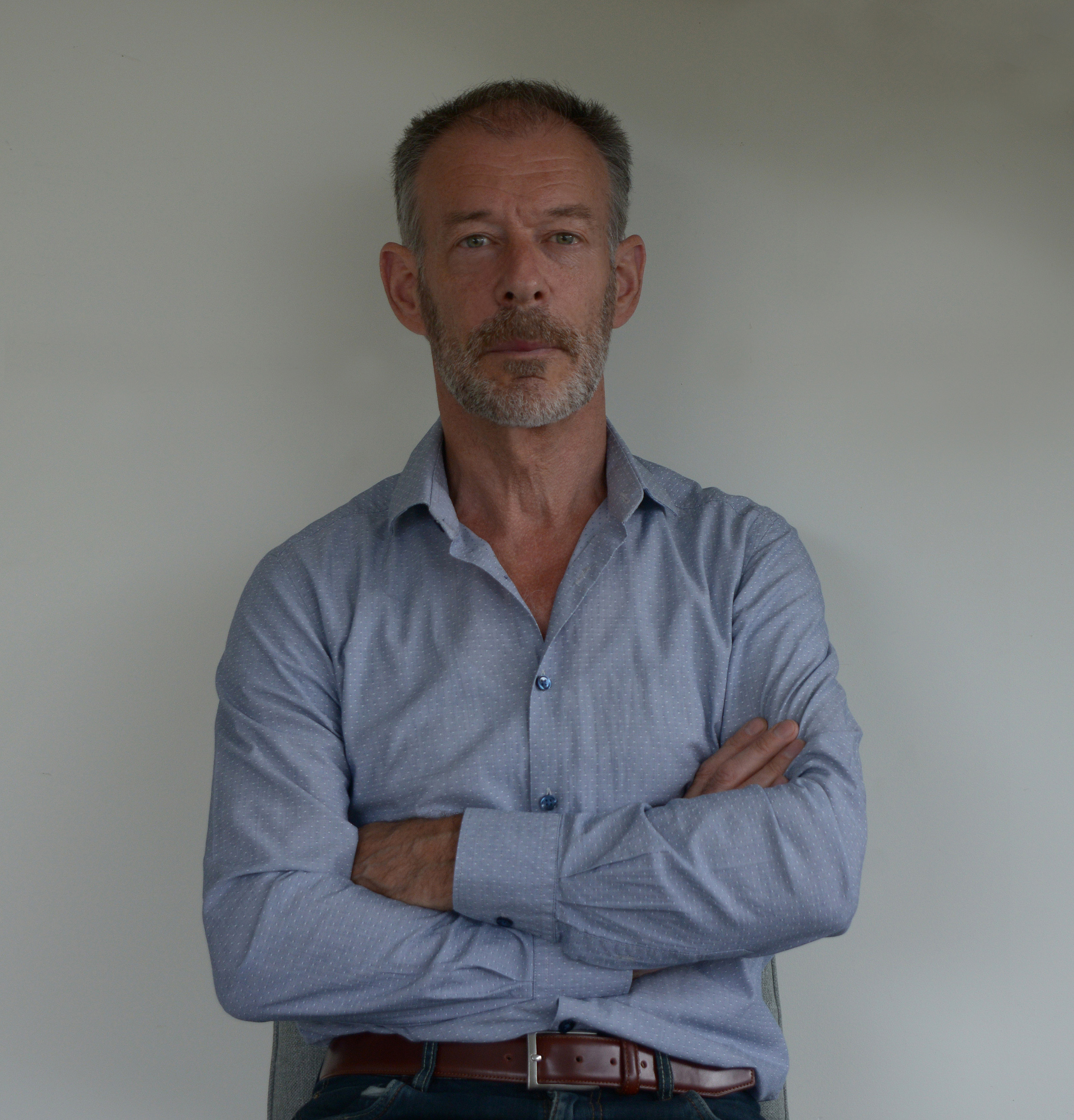
Namensgeber Fred Kruijen (Selbstporträt 2020)

Erstmals entdeckt wurde Kruijenit in Mineralproben vom Feuerberg nahe Daun im Landkreis Vulkaneifel, Rheinland-Pfalz.
Die Analyse und Erstbeschreibung erfolgte durch ein Mineralogenteam, bestehend aus Nikita V. Chukanov, Natalia V. Zubkova, Günter Blass, Igor V. Pekov, Dmitry A. Varlamov, Dmitriy I. Belakovskiy, Dmitry A. Ksenofontov, Sergey N. Britvin und Dmitry Y. Pushcharovsky. Sie benannten das Mineral nach dem niederländischen Sammler von Eifel-Mineralen Fred Kruijen (* 1956), um dessen Arbeit als Verfasser zahlreicher Artikel in populärwissenschaftlichen Zeitschriften und als Fotograf von außergewöhnlichen Mikromineralien zu ehren.
Das Mineralogenteam um Chukanov sandte seine Untersuchungsergebnisse und den gewählten Namen zur Prüfung an die International Mineralogical Association (interne Eingangs-Nr. der IMA: 2018-057), die den Kruijenit noch im selben Jahr als eigenständige Mineralart anerkannte. Die Publikation der Erstbeschreibung folgte ein Jahr später im Fachmagazin Mineralogy and Petrology.
Das Typmaterial des Minerals wird im Mineralogisches Museum, benannt nach A. J. Fersman (englisch Fersman Mineralogical Museum, Abkürzung FMM) unter der Katalog-Nummer 5233/1 aufbewahrt.

## Klassifikation
Da der Kruijenit erst 2018 als eigenständiges Mineral anerkannt wurde, ist er weder in der von der International Mineralogical Association (IMA) zuletzt 2009 aktualisierte 9. Auflage der Mineralsystematik nach Karl Hugo Strunz noch im zuletzt 2018 überarbeiteten und aktualisierten Lapis-Mineralienverzeichnis nach Stefan Weiß verzeichnet. Auch die vorwiegend im englischen Sprachraum gebräuchliche Systematik der Minerale nach Dana kennt den Kruijenit noch nicht.
Aufgrund seiner chemischen Zusammensetzung kann das Mineral allerdings der Mineralklasse der „Halogenide“ zugeordnet werden. Die von der Mineraldatenbank „Mindat.org“ weitergeführte Strunz-Klassifikation ordnet den Kruijenit hier weiter in die Abteilung der Komplexen Halogenide, genauer in die Unterabteilung „Aluminofluoride mit CO3, SO4, PO4“, wo er als einziges Mitglied die unbenannte Gruppe 3.CG.30 bildet (vergleiche dazu auch Unterabteilung der Aluminofluoride mit CO3, SO4, PO4 in der Klassifikation nach Strunz (9. Auflage)).

## Kristallstruktur
Kruijenit kristallisiert in der tetragonalen Raumgruppe P4/ncc (Raumgruppen-Nr. 130) (oder P4/nnc (Nr. 126)) mit den Gitterparametern a = 12,9299(4) Å und c = 5,2791(3) Å sowie zwei Formeleinheiten pro Elementarzelle.

## Bildung und Fundorte
Das Mineral fand sich in umgewandeltem kalkhaltigen Xenolith aus Tephra als Produkt einer pyrometamorphen und hydrothermalen Umwandlung durch magmatische Volatile.
An seiner Typlokalität und dem weltweit bisher einzigen bekannten Fundort am Eifeler Feuerberg (Stand 2023) trat Kruijenit vergesellschaftet mit Aragonit, Calcit, Cuspidin, Fluorit, Hämatit, Harmunit, Magnesioferrit und Sharyginit auf.